# Василь Ваврик
Василь Ваврик (хресне ім'я Борис; 11 грудня 1911, Доброполе — 9 вересня 1996, Мондер, Канада) — український церковний діяч, священник УГКЦ, василіянин, доктор богослов'я, біблеїст, педагог, військовий капелан. Рідний брат історика Церкви і літургіста о. Михайла Ваврика ЧСВВ.

## Життєпис
Народився 11 грудня 1911 року в селі Доброполе Бучацького повіту (нині Чортківський район Тернопільської області) в сім'ї Олексія (Олександра) Ваврика і Марії Ваврик (інша лінія Вавриків). Початкову школу закінчив у рідному селі, середню освіту здобув у Бучацькому місійному інституті імені святого Йосафата (1921–1924). 14 вересня 1924 року вступив до Василіянського Чину на новіціят у Крехові, де 14 січня 1928 року склав перші обіти, а вічні — 14 січня 1933 року. Довершував два роки гімназійних студій (т. зв. гуманістику) та риторику в Крехові 1926–1927 і Лаврові (1927–1929), філософію в Добромильському монастирі (1929–1931), а богослов'я в монастирі св. Юра в Кристинополі (1931/1932, мав рік перерви, і 1933–1934). Священничі свячення отримав у Крехівському монастирі 26 серпня 1934 року з рук Перемишльського єпископа Йосафата Коциловського.
Після свячень працював на Закарпатті: в Ужгороді — викладав догматичне богослов'я, вступ до Святого Письма і церковну історію василіянським студентам богослов'я (1934–1935), і в Мукачеві — викладав латинську і німецьку мови, зоологію і ботаніку василіянським студентам гуманістики (1935–1937). У 1937–1940 роках продовжив богословські студії в Папському Григоріянському університеті в Римі, де на основі тези «De exegesi S. Basilii Magni» (захист 10 липня 1940) здобув докторат з богослов'я. 3 липня 1941 року в Папському Біблійному інституті здобув ліценціят з біблійних наук. У 1942–1943 роках був капеланом і перекладачем в італійській армії на Східному фронті; побував на сході України та в Росії. Влітку 1943 року опинився в Мерано (північ Італії), де кілька місяців чекав на звільнення зі служби.
З 1946 року працював у США, зокрема професором богослов'я та Святого Письма у колегії св. Василія Великого. У 1950–1954 роках — сотрудник парафії святого Юрія у Нью-Йорку. Редактор видавництва «Слово доброго пастиря» у США в 1954–1961 роках. У 1966 році навчався в Школі Біблії в Єрусалимі. Потім працював у Канаді (Ґримзбі, Оттава, Едмонтон, Мондер).
Помер у Мондері 9 вересня 1996 року. Похований на українському католицькому цвинтарі святих апостолів Петра і Павла в Мондері.

## Публікації
- «Червоні обманці без маски» (Жовква 1933)
- Laveille «Свята Тереса від Дитяти Ісуса (1873—1897)» / переклад о. Василя Ваврика ЧСВВ (Мукачево 1936)
- «Doctrina Sancti Basilii Magni de inspiracione S. Scripturae» (Рим 1943)
- «Комунізм а релігія» / серія: Слово Доброго Пастиря (Нью-Йорк 1950)
- «Де Петро там Церква [Архівовано 24 червня 2021 у Wayback Machine.]» / серія: Слово Доброго Пастиря (Нью-Йорк 1952)
- «В Канадійськім Люрді» / серія: Слово Доброго Пастиря (Нью-Йорк 1954)
- «Траґедія модерної молоді» / серія: Слово Доброго Пастиря (Нью-Йорк 1955)
- «Святе Письмо — Боже Слово» / серія: Слово Доброго Пастиря (Нью-Йорк 1956)
- «Святе Письмо: Книги-переклади-пояснення» / серія: Слово Доброго Пастиря (Нью-Йорк 1956)
- «Єпископ Сотер Ортинський Чина Святого Василія Великого. У сорокаліття його смерти» / серія: Слово Доброго Пастиря (Філадельфія 1956)
- «Ласка Божа діюча» / серія: Слово Доброго Пастиря (Нью-Йорк 1957)
- «Люрд 1858—1958» / серія: Слово Доброго Пастиря (Нью-Йорк 1958)
- «Святі Тайни — джерела ласк» / серія: Слово Доброго Пастиря (Нью-Йорк 1958)
- «Зоряний хлопчик отець Василько [Архівовано 24 червня 2021 у Wayback Machine.]» (Мондер 1965)